# Casamentero

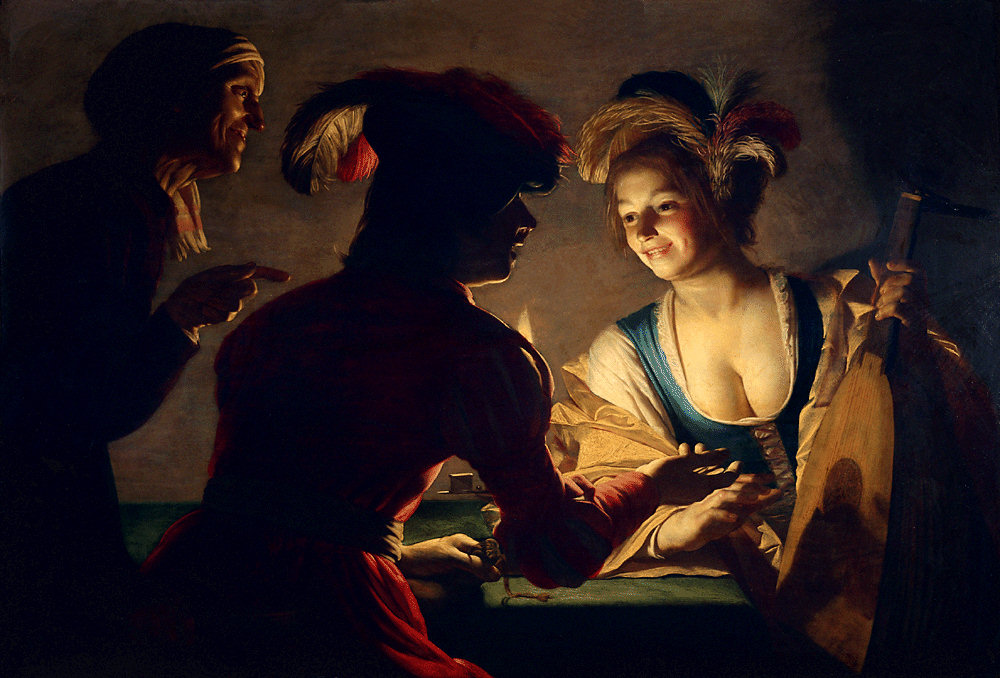
La casamentera, de Gerard van Honthorst, 1625.

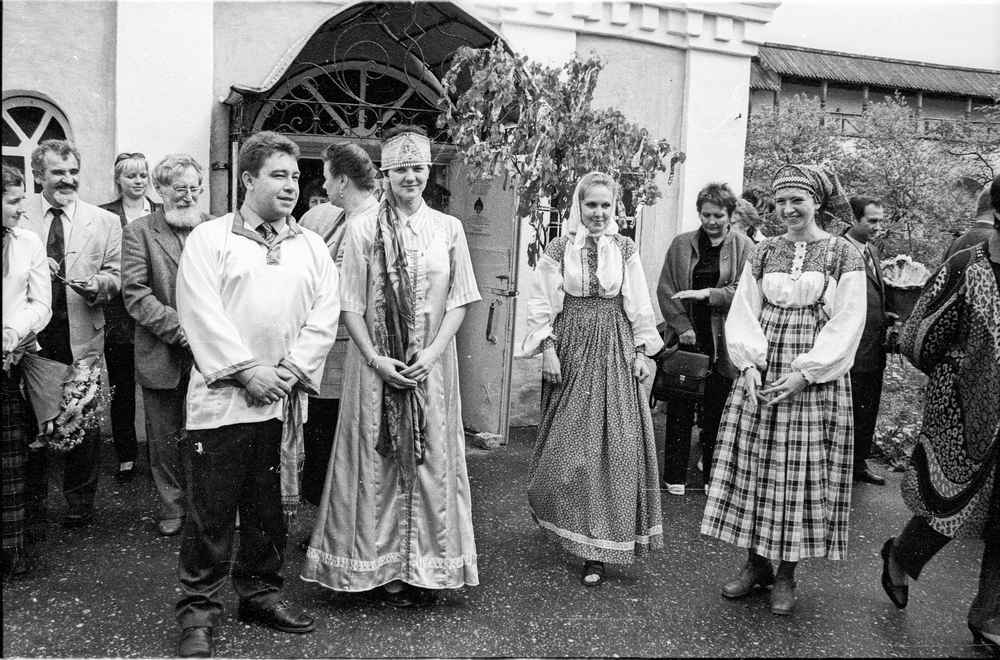
Actividad de un casamentero ruso, recreación en un museo etnográfico para los visitantes.

Casamentero es quien procura el emparejamiento adecuado de quienes buscan contraer matrimonio. En algunas culturas es una profesión. En las sociedades tradicionales, donde lo habitual es el matrimonio concertado, es una función que se ejerce a petición de las familias, con el fin de mantener o mejorar el estatus social. En los contactos iniciales, los casamenteros también realizaban funciones de «carabina» o chaperón y asesoraban a los novios.
Entre los judíos asquenazí se denominan  שַׁדְּכָן, (shadchan).
En la India es una función del astrólogo (la astrología hindú se denommina yiotisha). El estudio de la compatibilidad astrológica (astrological compatibility, synastry) ha sido propio de los preparativos matrimoniales en muchas culturas; al igual que formas de adivinación como la cartomancia (tarot).
En el Oeste de Estados Unidos durante la época de los pioneros se utilizaban los bailes de sociedad (social dance), informalmente, dado lo difícil que era encontrar pareja por la dispersión geográfica.
En la Europa medieval y moderna, muy a menudo era un miembro del clero el que realiza la función de casamentero (sacerdotes cristianos o rabinos judíos).
En la sociedad industrial surgieron las agencias matrimoniales (dating agency).
En la sociedad postindustrial una función similar es realizada por los servicios de citas en línea o cita rápida. Algunos pretenden basarse en test de personalidad o perfiles genéticos.